# Non ho l'età (film 2017)
Non ho l'età - il ritornello che ha commosso una generazione di emigranti è un film del 2017 diretto da Olmo Cerri. In concorso al Festival Visions du Réel di Nyon e alle Giornate di Soletta.

## Trama
Il documentario segue quattro storie di altrettante famiglie di immigrati italiani in Svizzera che negli anni '60 hanno scritto una lettera a Gigliola Cinquetti dopo la sua vittoria al Festival di Sanremo 1964 con la canzone Non ho l'età (per amarti). Il film propone un parallelo con l'emigrazione di oggi. Nel documentario sono inseriti alcuni estratti del documentario Siamo Italiani di Alexander Seiler ed alcune rare interviste alla cantante veronese.

## Produzione
Girato in Svizzera e in Italia fra il 2015 e il 2016 è uscito nelle sale elvetiche il 30 novembre 2017, trasmesso per la prima volta in TV nel gennaio 2018.